# Bösdorf (Saksen-Anhalt)
Bösdorf is een plaats en voormalige gemeente in de Duitse deelstaat Saksen-Anhalt, en maakt deel uit van de Landkreis Börde.
Bösdorf telt 456 inwoners.